# Pseudmelisa chalybsa
Pseudmelisa chalybsa là một loài bướm đêm thuộc phân họ Arctiinae, họ Erebidae.